# امرسفورت، امپومالانگا
امرسفورت، امپومالانگا (به لاتین: Amersfoort, Mpumalanga) یک شهرک در آفریقای جنوبی است که در امپومالانگا واقع شده‌است.